# Vin vào uy lực
Vin vào uy lực (tiếng Latin: Argumentum ad baculum) là ngụy biện khi ai đó dựa vào uy quyền hay bạo lực để khiến người ta phải chấp nhận kết luận nào đó. Khi một ai lập luận chằm chằm vào hậu quả tiêu cực của việc giữ lập trường đối ngược, không màng đến tính đúng sai của lập trường đối ngược đấy, đặc biệt là khi ai đó nêu lập luận lại chính là kẻ gây ra (hoặc hăm dọa gây ra) những hậu quả tiêu cực đó, thì tức là đang dùng lập luận vin vào uy lực. Đây là trường hợp đặc biệt của lập luận vin vào hệ quả.

## Ví dụ
Stanford Encyclopedia of Philosophy đưa ra ví dụ này về lập luận vin vào uy lực:
Nếu ông không tham gia bọn tôi biểu tình chống lại việc mở rộng công viên, bọn tôi sẽ đuổi ông ra khỏi căn hộ ông đang sống;
Thành ra ông nên tham gia biểu tình chống mở rộng công viên với bọn tôi đi.